# Constantin Grosch
Constantin Grosch (* 26. August 1992 in Hanau) ist ein deutscher Politiker (SPD) und seit 2022 direkt gewählter Abgeordneter des Niedersächsischen Landtages.

## Politik und Leben
Im Alter von drei Jahren wurde bei Grosch Muskeldystrophie diagnostiziert. Ungefähr seit er elf Jahre alt ist, benutzt er dauerhaft einen Rollstuhl. Seit 2000 lebt er in Hameln und besuchte dort zunächst die Grundschule und die Orientierungsstufe. Da es in Hameln kein behindertenfreundliches Gymnasium gab, ging er danach zur Theodor-Heuss-Realschule und erreichte den Realschulabschluss, bevor er das Abitur an der Handelslehranstalt Hameln nachholen konnte. 2012 begann er an der Universität Bielefeld ein Studium der Rechtswissenschaften, wechselte allerdings später zur Soziologie. 2017 kehrte er nach Hameln zurück. 
Er ist aktives Mitglied der Behindertenbewegung, Mitglied in mehreren Sozialverbänden und seit 2020 ehrenamtlicher Sozialrichter.
Seit 2011 ist Constantin Grosch Mitglied des Kreistages von Hameln-Pyrmont, zunächst für die Piratenpartei. 2015 wechselte er zur SPD. Seit 2019 ist er Vorsitzender der SPD-Kreistagsfraktion. Seit 2011 ist er Mitglied des Aufsichtsrates der Verkehrsgesellschaft Hameln-Pyrmont, dessen Vorsitzender er seit 2016 ist.
Bei der Landtagswahl in Niedersachsen 2022 bewarb er sich für die SPD um das Direktmandat im Wahlkreis Hameln/Rinteln und errang es mit 33,8 % der Erststimmen. Er stand zudem auf Platz 45 der Landesliste.